# Bloch MB.150 tot en met 157

De Bloch MB.150 en de afgeleide types  MB.151 tot en met MB.157 zijn Franse jachtvliegtuigen van de vliegtuigfabriek Bloch.

## Ontwerp en ontwikkeling
De ontwikkeling van de Bloch MB.150 begon in 1934. De eerste vlucht van het prototype was gepland in juli 1936, maar het toestel kwam niet van de grond. Na enkele wijzigingen aan het vliegtuig werd op 4 mei 1937 de eerste vlucht uitgevoerd met André Curvale als piloot. Begin 1938 gaf de Franse overheid de opdracht het toestel te produceren. Het toestel werd vervaardigd door meerdere bedrijven. Het eerste productiemodel vloog, na enkele aanpassingen, in december 1938. De productie kwam langzaam op gang omdat er een gebrek was aan onderdelen zoals propellers en vizieren. De eerste toestellen die aan de Franse luchtmacht werden geleverd waren, wegens het ontbreken van essentiële onderdelen, vaak niet meteen geschikt voor deelname aan het gevecht.

## Inzet en verdere ontwikkeling
Op 1 september 1939, twee dagen voordat Frankrijk de oorlog verklaarde aan Duitsland, vloog slechts één squadron met de MB.152. Tijdens de inval door het Duitse leger in Nederland, België en Frankrijk op 10 mei 1940 waren 140 MB.151’s en 363 M.B.152’s in dienst bij de Franse luchtmacht en waren zestien MB.151’s toegewezen aan de Franse marineluchtmacht.
Het toestel kon veel verduren, maar voldeed vanwege een te zwakke motor en slechte manoeuvreerbaarheid niet goed in de strijd. Na de capitulatie bleef het toestel vliegen voor Vichy-Frankrijk.
De Griekse luchtmacht heeft vijfentwintig vliegtuigen van het type M.B.151 besteld waarvan slechts negen zijn afgeleverd. Zij hadden de taak Athene en Piraeus te verdedigen.
Een verdere ontwikkeling was de MB.155 die in de zomer van 1940 in dienst kwam. De MB.157, die een topsnelheid van 710 kilometer per uur haalde, werd niet in productie genomen.